# Fellinis Satyricon
Fellinis Satyricon ist ein italienisch-französischer Spielfilm von Federico Fellini aus dem Jahr 1969. Der Film basiert auf dem Fragment des gleichnamigen satirischen Romans Satyricon von Titus Petronius Arbiter aus der Zeit um ca. 60 n. Chr.
Der Zuschauer begleitet zur Römischen Kaiserzeit den Studenten Encolpius auf einer Odyssee durch allerlei wundersame und absurde Szenen, darunter auch zum Gastmahl des Trimalchio.

## Inhalt
Encolpius befreit den Lustknaben Gitone aus den Händen von Schauspielern, die ihn widerrechtlich gekauft haben. In einer Eifersuchtsszene zwischen Encolpius und Ascyltus streiten beide um Gitone, der Encolpius verlässt und Ascyltus folgt. In einer Villa in der Nähe von Cumae folgt das „Gastmahl des Trimalchio“, eines ungebildeten, neureichen Freigelassenen (sogen. Cena Trimalchionis).
An einem Strand werden Encolpius, Ascyltus und Gitone gefangen genommen und auf einer Galeere zur Insel des Caesar gebracht, um dort zu dessen Vergnügen zu sterben. Sie kommen frei, da der Caesar bei einer Revolution ermordet wird. In einem Tempel des Hermaphroditos ermorden sie dessen Priester und entführen die Inkarnation des Halbgottes. Auf dem Weg durch die Wüste stirbt der Halbgott.
Nach einem Schiffbruch gibt sich der Dichter Eumolpus in der nahen Stadt Croton als krank und vermögend aus, um von den Erbschleichern zu profitieren. Encolpius erleidet nach einem Kampf gegen einen als Minotaurus verkleideten Gladiator eine schwere sexuelle Niederlage bei der Ortsschönheit Circe.
Durch mühsame Heilbehandlungen bei einer Fruchtbarkeitspriesterin erholt sich Encolpius davon. Ascyltus hingegen, der sich noch kurz zuvor seiner Stärke rühmte, sinkt sterbend zu Boden. Der Film endet mit dem Testament des Dichters Eumolpus, der seinen Erben abverlangt, seine Leiche zu essen. Encolpius geht an Bord eines Schiffes des Verstorbenen und fährt davon.

## Besetzung
Als Federico Fellini 1967 mit der Vorarbeit für die Produktion begann, kündigten die Zeitungen einen Blockbuster mit Starbesetzung an. Noch 1968 wusste Der Spiegel davon zu berichten, dass selbst für Nebenrollen Stars wie Danny Kaye, Anna Magnani, Mae West oder Groucho Marx zur Verfügung stünden. Das Produktionsteam nannte Terence Stamp als Wunschbesetzung des Encolpius und Pierre Clémenti als Ascyltus. Als Trimalchio war zunächst Gert Fröbe, später sogar Boris Karloff im Gespräch – sogar Bud Spencer bekam ein Angebot für diese Rolle, das er aber anstandshalber ablehnte – und als Dichter Eumolpus der Oscar-Preisträger Van Heflin.
Doch die erwünschten Stars waren ausnahmslos entweder vertraglich gebunden oder anderweitig verhindert. Daraufhin wurde beschlossen, dass Star-Regisseur Fellini allein die Auswahl der Darsteller vornehmen sollte. Doch Fellini machte bei seinen Produktionen nach eigenen Aussagen „keinen Unterschied zwischen einem berühmten Schauspieler und einem auf der Straße gefundenen.“ Bei der Besetzung einer Rolle richtete er sein Hauptaugenmerk auf die Physiognomie eines Aspiranten, nicht etwa auf die schauspielerische Begabung oder den Bekanntheitsgrad. Zu dieser Vorgehensweise sagte er selbst: „Was aber zählt, ist das Gesicht. Ein neues Gesicht, das ich unter vielen ausgewählt habe, kann mir den Film bereichern, ihn völlig umgestalten. Wenn ich meine Schauspieler einmal gewählt habe, werden wir Freunde, ich verliebe mich in sie: so wie ein Puppenspieler sich in seine Puppen verliebt.“
So kam es, dass er für die beiden Hauptrollen unbekannte und fast unerfahrene Schauspieler nur anhand von Agenturphotos auswählte. Fellini ging sogar so weit, Protagonisten von der Straße weg zu verpflichten. Den Trimalchio, einen „düsteren, unbeweglichen Onassis, mit versteinertem Blick und der Starrheit einer Mumie“, fand er in einem Wirt einer Trattoria in seinem Lieblingsviertel in Rom. Andere Darsteller suchte er unter „den Angestellten des Schlachthofs, den Zigeunern, die am Stadtrand kampieren, den Leuten aus den Vororten und den sogenannten burini, den ungeschlachten Leuten aus dem Hinterland.“
Dennoch finden sich auf der Besetzungsliste zumindest ein paar im Entstehungsland bekannte Darsteller: Neben der international bekannten Capucine etwa Alain Cuny, der mit Fellinis La dolce vita zu Berühmtheit gelangte, die ehemalige Schönheitskönigin Lucia Bosè sowie Magali Noël, Salvo Randone und Alberto Bonucci (der ohne Nennung in den credits allenfalls einen Cameoauftritt ableistete), die im italienischen und französischen Theater jener Zeit feste Größen waren und die einem interessierten Publikum durch zahlreiche Rollen in Italo-Western und Sandalenfilmen zumindest optisch nicht unvertrauten Gordon Mitchell und George Eastman. Bei den übrigen Akteuren handelt es sich überwiegend um Kleindarsteller.

## Sprache und Vertonung
Ursprünglich wollte Fellini den ganzen Film auf Latein drehen, musste diesen Gedanken aber auf Druck der Produktionsgesellschaft fallenlassen. Übrig blieben nur einige Dialoge, die ihm Prof. Luca Canali ins Lateinische übersetzt hatte. Diese ließ Fellini dann an unterschiedlichen Stellen von zwei deutschen Priestern der Universität Gregoriana einspielen, sodass für die italienischen Zuschauer das Latein durch die deutsche Aussprache zusätzlich entfremdet wurde.
So skurril wie diese Maßnahme gestaltete sich auch die gesamte Vertonung des Filmes. Ihr kam bei Fellini immer eine besondere Rolle zu, da er im Gegensatz zu den meisten seiner Kollegen die Szenen ohne Dialoge abdrehte und erst später nachsynchronisierte. Dazu äußerte er sich selbst folgendermaßen: „Ich füge die Dialoge in den Film erst ein, nachdem er bereits gedreht ist. Der Schauspieler spielt besser, als wenn er sich an einen Text erinnern muß. Das trifft umso mehr zu, als ich häufig Leute verwende, die keine Schauspieler sind und die ich, damit sie natürlich wirken, so sprechen lasse, wie sie es in ihrem alltäglichen Dasein tun.“
Dieses Verfahren wurde zudem dadurch begünstigt, dass Fellini bei der Nachsynchronisierung seiner nach dem Gesicht ausgewählten Akteure und Laiendarsteller von vornherein auf professionelle Sprecher, deren Stimme wiederum seinem eigenen Rollenbild entsprach, zurückgreifen wollte. So kam es, dass während der Dreharbeiten einige Akteure Zahlreihen vor sich hinbeteten und andere nur geräuschlos ihre Lippen bewegten. Wie die Statisten wurden auch die des Italienischen nicht mächtigen Hauptdarsteller Potter, Keller und Born sowie der als Schauspieler gänzlich unerfahrene Romagnoli synchronisiert, desgleichen auch der erfahrene Theaterstar Randone, dem das Lernen der Dialoge lästig war.

## Alfredo Binis Satyricon
Noch während Fellini im Begriff war, seine Version zu drehen, begann der als Produzent der Filme Pier Paolo Pasolinis bekannte Alfredo Bini mit einem Konkurrenzfilm, wobei er behauptete, er habe bereits 1962 Anspruch auf die Verfilmung der Satyrica erhoben. Fellinis Produzent Alberto Grimaldi strengte einen Prozess gegen dieses Vorhaben an – ohne Erfolg. Bini drehte seinen Film im Eiltempo als Billigproduktion ab und beschäftigte dafür vorwiegend Leute, von denen Fellini sich im Laufe der Jahre getrennt hatte. Binis Film gelangte 1972 mit dem veränderten Titel Die Degenerierten in die bundesdeutschen Kinos. Dieser wiederum erinnerte an den zweiten Verleihtitel, unter dem Fellinis Film in Amerika angelaufen war: Satyricon – The Degenerates.
Um Verwechslungen mit dem anderen Streifen zu vermeiden, änderte Fellini für das Ausland den Verleihtitel seines Filmes von Satyricon in Fellini(s) Satyricon, unter dem er auch in Deutschland erschien.

## Kritiken
„Ein opulenter, mit Monstrositäten und Kuriositäten überladener Bilderbogen, der auf dramaturgische Durcharbeitung verzichtet zugunsten einer revueartigen Aneinanderreihung grotesker Einzelauftritte. Fellini zeigt sich zugleich indigniert und fasziniert von den bunt schillernden Verfallssymptomen einer hedonistischen Epoche, die er als Keimzelle der modernen Zivilisation interpretiert. Die stilisierte Künstlichkeit der Dekorationen und Masken ermöglicht dem Zuschauer ebenso den kulinarischen Genuß wie die kritische Distanz.“

„Fellinis 11. Film ist ein pompöses, aufwendiges, farbenprächtiges Spektakel, ein einziges großes Bacchanal, ein gigantisches Phantasiespiel, das radikal mit allen überkommenen liebgewordenen Vorstellungen von der Antike bricht und stattdessen das Bild einer heidnischen Zeit entwirft, die von Dekadenz, ungezügelten Leidenschaften, Wollust, Anomalitäten und Dämonen erfüllt ist. Ein trotz hemmungsloser Subjektivität interessanter und dank seines gestalterischen Einfallsreichtums faszinierender Film.“

## Auszeichnungen
Federico Fellini erhielt 1971 eine Nominierung für einen Oscar in der Kategorie Beste Regie. Bereits 1970 war der Film für einen Golden Globe Award in der Kategorie Bester fremdsprachiger Film nominiert.